# 장진주

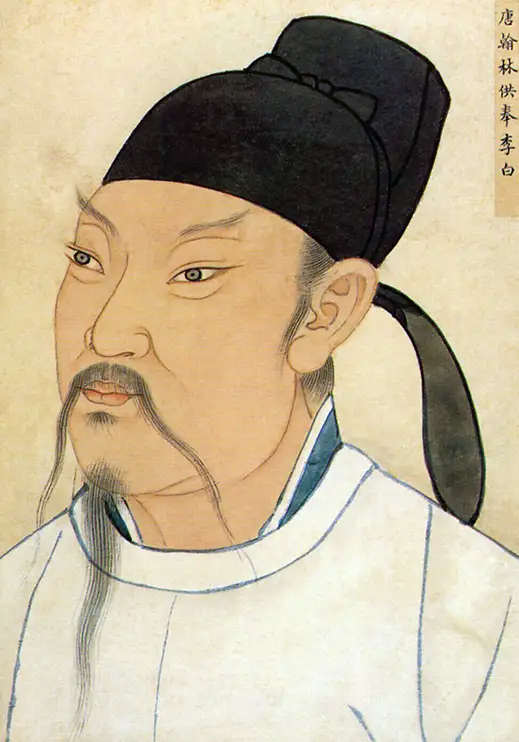
이백

〈장진주〉(將進酒, 권주)는 당나라 시인 이백의 칠언악부이다. 

## 배경
이시를 지을 당시 이백은 자신의 일에 좌절하고 재능을 인정받지 못했습니다. 그는 술과 쾌락에 빠져 시를 통해 자신의 야망을 표현했습니다. 그는 성인이 되고 싶지 않았고, 다만 친구를 사귀고 천 가지 근심을 덜고 싶었습니다.

## 같이 보기
- 이백
- 당시